# Giuseppe Gatti
Giuseppe Gatti (Fagnano Olona, 6 aprile 1926 – 27 maggio 2023) è stato un politico italiano.

## Biografia
Si trasferisce in giovane età a Gallarate con la famiglia e lì frequenta la scuola professionale per disegnatori meccanici. Nel 1940 viene assunto alle "Officine Galdanini" dove svolgerà le prime azioni sindacali contro il regime e l'entrata dell'Italia in guerra.
Sindacalista attivo nella FIOM, lascia il lavoro nel 1960 per dedicarsi a tempo pieno all'attività organizzativa. Iscritto al Partito Comunista, viene eletto nel consiglio comunale della città di Gallarate e diventa il responsabile politico della zona.
Nel 1972 viene nominato segretario provinciale della Federazione comunista di Varese. Viene eletto consigliere provinciale per il PCI nel 1975, senatore nel 1979 e deputato nel 1983. Termina il proprio mandato parlamentare nel 1987.
Muore all'età di 97 anni il 27 maggio 2023.